# 张国强 (外交官)
张国强，中华人民共和国政治人物、外交官。
1998年，接替雷荫成担任中华人民共和国驻阿塞拜疆大使。2002年，由张喜云接任。